# Erbolat Dosaev
Erbolat Asqarbekuly Dosaev (in kazako Ерболат Асқарбекұлы Досаев?; Almaty, 21 maggio 1970) è un politico kazako, dal febbraio 2019 presidente della Banca Nazionale del Kazakistan dopo essere stato Vice Primo Ministro dal 2017 al 2019, Ministro dell'Economia dal 2012 al 2016, Ministro della Sanità dal 2004 al 2006, Ministro delle Finanze dal 2003 al 2004.

## Biografia
Dosaev si è laureato presso l'Almaty Energy Institute e l'Università tecnica statale di Mosca.

## Carriera
Alla fine degli anni Novanta Dosaev è stato Primo Vice Ministro dell'Energia, dell'Industria e del Commercio. Nel 1998, Dosaev ha lavorato come consigliere del primo ministro. A partire dal 2000,  era vice ministro delle finanze. Nel 2001, Dosaev divenne presidente del consiglio di amministrazione della Banca di sviluppo del Kazakistan. A partire dal novembre 2002, Dosayev è stato presidente dell'agenzia antitrust del Kazakistan.

### Ministro delle Finanze (2003–2004)
Nel giugno 2003, Dosaev è stato nominato ministro delle finanze dal presidente kazako Nursultan Nazarbayev.  Durante il suo periodo come ministro Dosaev ha anche ricoperto incarichi presso la Banca europea per la ricostruzione e lo sviluppo e il consiglio della Banca nazionale della Repubblica del Kazakistan.

### Ministro della Sanità (2004-2006)
Nel 2005, Dosaev ha delineato un piano per migliorare il sistema sanitario pubblico del Kazakistan. I suoi quattro obiettivi principali erano aumentare l'aspettativa di vita, ridurre la mortalità materna e infantile, ridurre la prevalenza della tubercolosi e dell'HIV e migliorare i servizi medici di base. Il 18 settembre 2006, ha annunciato un piano per spendere l'equivalente di 53 milioni di dollari dal 2006 al 2010 per combattere l'HIV e l'AIDS.
Il 20 marzo 2006 ha dichiarato come i test avessero confermato che un cigno morto trovato nella provincia di Mangghystau, sulla costa del Mar Caspio del Kazakistan, aveva l'influenza aviaria. Diverse aree nel nord del Kazakistan sono state messe in quarantena nel 2005 quando è stato trovato il ceppo di influenza aviaria H5N1.  Migliaia di uccelli domestici sono stati abbattuti. Asylbek Kozhimuratov, il ministro dell'agricoltura kazako, ha detto che tutto il pollame domestico a Mangghystau è stato vaccinato. Il governo kazako ha iniziato a vaccinare circa 8 milioni di uccelli a febbraio per limitare la diffusione dell'influenza aviaria.
Dosaev è stato licenziato da questo incarico dopo che 81 bambini sono stati infettati dall'HIV a causa delle cattive condizioni sanitarie.

## Vita privata
Sposato con Gülnara Dosaeva, ha due figli.